# Rosa hezhangensis
Rosa hezhangensis là loài thực vật có hoa trong họ Hoa hồng. Loài này được T.L. Xu mô tả khoa học đầu tiên năm 2000.